# Ovid (Colorado)
Ovid es un pueblo ubicado en el condado de Sedgwick en el estado estadounidense de Colorado. En el censo de 2010 tenía una población de 318 habitantes y una densidad poblacional de 757,9 personas por km².

## Geografía
Ovid se encuentra ubicado en las coordenadas 40°57′38″N 102°23′18″O / 40.96056, -102.38833. Según la Oficina del Censo de los Estados Unidos, Ovid tiene una superficie total de 0.42 km², de la cual 0.42 km² corresponden a tierra firme y (0%) 0 km² es agua.

## Demografía
Según el censo de 2010, había 318 personas residiendo en Ovid. La densidad de población era de 757,9 hab./km². De los 318 habitantes, Ovid estaba compuesto por el 88.99% blancos, el 0% eran afroamericanos, el 0.31% eran amerindios, el 0.63% eran asiáticos, el 0% eran isleños del Pacífico, el 5.66% eran de otras razas y el 4.4% pertenecían a dos o más razas. Del total de la población el 22.33% eran hispanos o latinos de cualquier raza.